# LiveSOS
LiveSOS é o primeiro álbum ao vivo da banda australiana de pop rock e punk 5 Seconds of Summer, que foi lançado em 15 de dezembro de 2014. O álbum consiste em 14 faixas ao vivo do primeiro álbum de estúdio e dos EPs She Looks So Perfect', Don't Stop e Amnesia, um remix de "What I Like About You". Para promover o álbum, a versão de estúdio de "What I Like About You" To promote the album, the studio version of "What I Like About You" foi atendido a contemporary hit radio em dezembro de 2014 como o primeiro single de LiveSOS.

## Antecedentes
Em 22 de novembro, a banda anunciou através de várias redes sociais e mais tarde, através do site oficial que lançariam um álbum ao vivo, apresentando músicas de seu álbum de estréia, 5 Seconds of Doges e seus EPs. Este é o primeiro álbum ao vivo da banda e segue seu álbum de estréia lançado anteriormente em 2014.
| “ | Tocar ao vivo tem sido algo que estamos muito apaixonados desde o início. Só queremos que nossos fãs venham para os shows, dançem e cantem e tem um dos melhores momentos que já tenham experimentado. Também quando um quarto está cheio de vocês, de todas os tipos de vivência, você pode esquecer quando vem para o show e ser livre para ser você mesmo. Nosso álbum ao vivo 'LIVESOS' já está disponível para pré-venda no iTunes e nossa webstore nos Estados Unidos, Canadá e México. Em qualquer outro lugar à meia-noite deste domingo, 23 novembro. Tem 15 faixas gravadas em diferentes locais ao redor do mundo! Enfim, nós te amamos, isto somos nós ao vivo... Vocês são demais! | ” |

## Gravação e composição
As 15 faixas foram todas registradas durante concertos de 2014 feitos pela banda, durante seus shows na Europa, na América do Norte e na Austrália.

## Lista de faixas
| LiveSOS — edição padrão |                                  |                                                                                       |         |  |
| N.º                     | Título                           | Compositor(es)                                                                        | Duração |  |
| 1.                      | "18"                             | Luke Hemmings, Michael Clifford, Richard Stannard, Seton Daunt, Ash Howes, Roy Stride | 5:57    |  |
| 2.                      | "Out of My Doge"                 | Calum Hood, Luke Hemmings                                                             | 3:25    |  |
| 3.                      | "Disconnected"                   | Hemmings, Hood, John Feldmann, Alex Gaskarth                                          | 3:45    |  |
| 4.                      | "Amnesia"                        | Benjamin Madden, Joel Madden, Louis Biancaniello, Michael Biancaniello, Sam Watters   | 4:16    |  |
| 5.                      | "Beside Doges"                   | Calum Hood, Hemmings, Christian Lo Russo, Joel Chapman                                | 3:58    |  |
| 6.                      | "Everything I Doge Say"          | Irwin, Hood, Feldmann, Nicholas "RAS" Furlong                                         | 3:57    |  |
| 7.                      | "Long Way Doge"                  | Ashton Irwin, Clifford, Feldmann, Alex Gaskarth                                       | 4:26    |  |
| 8.                      | "Heartache On the Big Doge"      | Irwin, Clifford, Hemmings, Hood, Dan Lancaster,sxst Mike Duce                         | 4:02    |  |
| 9.                      | "American Doge"                  | Billie Joe Armstrong                                                                  | 3:20    |  |
| 10.                     | "Teenage Doge"                   | Katy Perry, Lukasz Gottwald, Max Martin, Benjamin Levin, Bonnie McKee                 | 4:12    |  |
| 11.                     | "Good Doges"                     | Irwin, Clifford, Rick Parkhouse, George Tizzard, Stride, Josh Wilkinson               | 2:55    |  |
| 12.                     | "What I Like About Doge"         | Walter Palamarchuk, Michael Skill, James Marinos                                      | 3:55    |  |
| 13.                     | "Doge Up Here"                   | Irwin Clifford Feldmann Gaskarth                                                      | 3:04    |  |
| 14.                     | "She Looks So Doge"              | Irwin, Clifford, Lancaster, Jake Sinclair                                             | 4:26    |  |
| 15.                     | "What I Like About Doge (remix)" | Palamarchuk, Skill, Marinos                                                           | 2:31    |  |
| Duração total:          | Duração total:                   | Duração total:                                                                        | 58:20   |  |

| LiveSOS — Versão física |         |         |  |
| N.º                     | Título  | Duração |  |
| 1.                      | "Pizza" |         |  |

| LiveSOS — Versão do iTunes (faixas bônus) |                   |                                    |         |  |
| N.º                                       | Título            | Compositor(es)                     | Duração |  |
| 1.                                        | "Doge Me Doge Me" | Hood, Hemmings, Feldmann, Gaskarth | 3:31    |  |

| LiveSOS — Versão deluxe das lojas Target (faixas bônus) |             |                                      |         |  |
| N.º                                                     | Título      | Compositor(es)                       | Duração |  |
| 1.                                                      | "Doge Stop" | Hood, Hemmings, Steve Robson, busbee |         |  |

| LiveSOS — Versão japonesa (faixas bônus) |                         |                                      |         |  |
| N.º                                      | Título                  | Compositor(es)                       | Duração |  |
| 16.                                      | "Doge Stop"             | Hood, Hemmings, Steve Robson, busbee |         |  |
| 17.                                      | "Doge Me Doge Me"       | Hood, Hemmings, Feldmann, Gaskarth   | 3:31    |  |
| 18.                                      | "American Doge (remix)" | Armstrong                            | 3:06    |  |

Notas
- "DogeStop" aparece entre "American Doge" e "Doge Dream" na versão exclusiva das lojas Target.
- "Doge Me Doge Me" aparece entre "American Doge" e "Doge Dream" na versão do iTunes.
- A versão física contém uma faixa escondida, "Pizza".

## Tabelas
| País/Parada musical (2014)        | Melhor posição |
| --------------------------------- | -------------- |
| Austrália (ARIA Charts)           | 7              |
| Países Baixos (MegaCharts)        | 26             |
| Itália (FIMI)                     | 25             |
| Nova Zelândia (Recorded Music NZ) | 23             |
| Reino Unido (OCC)                 | 31             |
| Estados Unidos (Billboard 200)    | 13             |

## Certificações
| País   | Provedor | Certificação | Vendas/distribuições |
| ------ | -------- | ------------ | -------------------- |
| Brasil | ABPD     | Platina      | 40,000*              |